# 大洋図書
株式会社大洋図書（たいようとしょ）は、東京都千代田区に本社を置く日本の出版社である。

## 概要
終戦後、東京の闇市で赤本や特価本などの卸しの仕事をしていた小出英男が1952年に創業。同じく闇市で雑誌を出版していた長井勝一や夜久勉らの取次の仕事に携わり、1959年には3人で青林堂の前身となる「三洋社」を立ち上げている。1972年に出版事業に進出し、大衆週刊誌やアダルト誌、エロ漫画雑誌等を発行した。
現在は男性ファッション雑誌、ボーイズラブノベルス＆コミック、アダルト誌、一般書籍の発行・発売を手掛けるほか、書店フランチャイズを行っている。

## 沿革

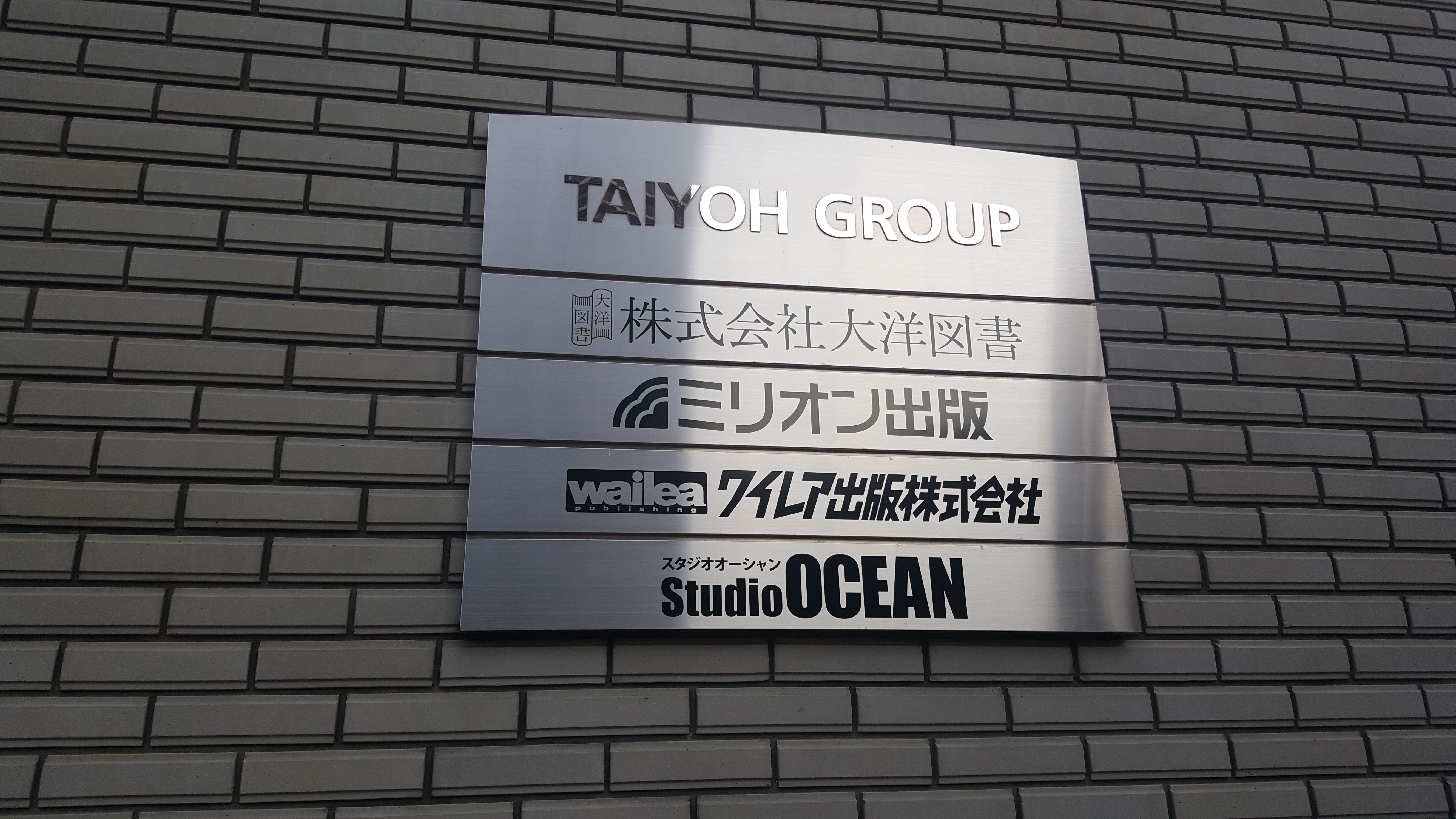
大洋ビルにあるグループ企業表記

以下は大洋グループ公式サイトの沿革などを参照した。
- 1952年（昭和27年）6月 - 東京都台東区上野6丁目10番22号に「株式会社小出書房」を設立。中取次業及び特価卸業務を開始。
- 1965年（昭和40年）4月 - 「株式会社大洋図書」に商号変更。
- 1972年（昭和47年）
  - 1月 - 本社を東京都台東区上野5丁目3番11号に移転。併せて出版業務を開始。
  - 10月 - 台東区秋葉原に関連会社「株式会社大洋書房」を設立。
- 1976年（昭和51年）7月 - 関連会社「ミリオン出版株式会社」を千代田区三崎町に設立。
- 1990年（平成2年）10月 - 関連会社「有限会社タイヨープランニング」設立。豊島区池袋に直営店「タイヨー池袋店」を開店。
- 1991年（平成3年）11月 - 自社ビルを取得して本社を東京都新宿区天神町66丁目14番2号に移転。
- 1994年（平成6年）3月 - 新宿区新宿に直営店「タイヨー新宿店」を開店。
- 1998年（平成10年）1月 - 関連会社「ワイレア出版株式会社」を新宿区矢来町に設立。
- 1999年（平成11年）3月 - 千代田区九段北に「市ヶ谷編集局（第一・第二編集局）」を開設。
- 2000年（平成12年）5月 - 渋谷区渋谷に「渋谷編集局」を開設。
- 2001年（平成13年）5月 - 関連会社「アクアハウス株式会社」を新宿区市谷田町に設立。
- 2004年（平成16年）
  - 7月 - 自社ビル「大洋グループ本社ビル」を取得して本社を千代田区西神田3丁目3番9号に移転。
  - 9月 - 関連会社「ワイレア出版株式会社」を本社ビル4Fへ移転。
  - 10月 - 第一編集局、第二編集局を本社ビル3Fへ移転。
  - 11月 - 関連会社「ミリオン出版株式会社」を本社ビル5-7Fへ移転。関連会社「アクアハウス株式会社」を本社ビル8Fへ移転。
- 2005年（平成17年）9月 - 関連会社「株式会社大洋書房」を天神町大洋ビル5Fへ移転。
- 2007年（平成19年）4月 - 第一編集局を大洋グループ本社ビル7Fへ移転。
- 2014年（平成26年）2月 - 渋谷編集局を第一編集局とし、本社ビル7Fへ移転。
- 2015年（平成27年）7月 - 株式会社大洋書房とアクアハウス株式会社を吸収合併[1]。
- 2016年（平成28年）2月 - FC店舗188店を日本出版販売に帳合変更[2]。
- 2018年（平成30年）12月 - ミリオン出版を吸収合併[3]。
- 2023年（令和5年）10月 - 有限会社タイヨープランニングを吸収合併[4]

## 主な刊行物

### コミック雑誌
- ihr HertZ（奇数月31日発売）
- 劇画エマニエル（増刊誌）
- 劇画ロマンス（ムック）
- 劇画シークレット（ムック）
- CRAFT（電子限定雑誌）
- iHertZ（電子限定雑誌）

### パズル誌
- まちがいさがしパーク（偶数月26日発売）
- まちがいさがしパークmini （偶数月2日発売）
- まちがいさがしファミリー（奇数月26日発売）

### 実話誌
- 実話ナックルズ（偶数月30日発売）
- 実話ナックルズGOLD（ムック）（奇数月中旬発売）
- 実話ナックルズウルトラ（ムック）（偶数月中旬発売）
- 金のEX DVD（ムック）

### アダルト写真雑誌
- よろめきSpecial 艶（奇数月17発売）
- MAZi!（奇数月19日発売）
- ごぶさたな奥さん（発行：ワイレア出版、奇数月21日発売）
- 花と蜜（発行：ワイレア出版、偶数月5日発売）

### ファッション雑誌
- egg（ムック）（定期雑誌として休刊しムックとして復刊）

### 書籍・コミックス
- H&C Comics
  - H&C Comics ihr HertZシリーズ
  - H&C Comics CRAFTシリーズ
  - H&C Comics iHertZシリーズ
- ミリオンコミックス Hime Loveシリーズ
- SHYノベルス
- シャルロット文庫（電子書籍）
- ミスリル文庫（電子書籍）
- エンペラーズコミックス（電子書籍）
- クイーンズセレクション（電子書籍）

### 休刊・廃刊
- BITTER[5]
- Men's egg
- MEN'S KNUCKLE（2004年-2022年[6]）
- ライゾー
- マンガ旋風（1973年-） ※大洋書房
- アリスくらぶ（1984年6月号 - 1984年12月号）
- イチゴみるく（1986年11月号 - 1988年11月号） ※大洋書房
- コミックポプリクラブ（1988年12月号 - 1996年4月号） ※大洋書房
- COMIC幻羅（2000年3月号 - 2004年4月号）
- .COS（どっとシーオーエス）（2004年）
- 本当にあったブログないしょの話（2006年-2007年）
- LOVE LADY（2016年-2018年）
- 俺の旅（-2019年[7]）
- よろめき（-2019年）
- TOKYO GALs COLLECTION（-2019年）
- G-COLLECTION（-2019年）
- アップル写真館（ムック）

他
書籍のみならずVHSビデオソフト、DVDソフトも発売。当初はSMビデオメーカーシネマジックの作品やシネマジックに委託制作した作品を発売していた。

## WEBメディア
- WEBスナイパー

## グループ会社
- ワイレア出版株式会社

### 過去のグループ会社
- ミリオン出版株式会社
- 株式会社大洋書房
- アクアハウス株式会社
- 有限会社タイヨープランニング

## 映像化作品
- セブンデイズ MONDAY→THURSDAY
- 飴とキス[8]
- どうしても触れたくない
- 囀る鳥は羽ばたかない

## 不祥事

### 『ねこタン』盗用問題
2008年3月28日発売の『ねこタン 癒され、なごんで、幸せになる』（ISBN 978-4813020783）に掲載されている猫の写真のほとんどが、ペットうp板やねこ＠ふたば等から無断転載・無断加工されたものとして問題となっている。それに対して、画像を無断使用された複数の飼い主が大洋図書にメールで問い合わせたり、ブログで不買を呼びかけたりしている。また、公式サイトのねこタンBBSでは、飼い主からの無断転載に関するコメントも書き込まれていたが、その直後にBBSは一方的に削除された。『ねこタン』編集部は、使用した画像の中に原著者の所在がわからない画像があるとして、個々に対応していきたいとしている。